# Dumlupınar Stadı
Das Dumlupınar Stadı (deutsch Dumlupınar-Stadion) ist ein Fußballstadion mit einer sechsspurigen Leichtathletikanlage in der türkischen Stadt Kütahya.

## Geschichte
Die Errichtung der Sportstätte geht auf das Jahr 1938 zurück. Das 2006 und 2010 renovierte Stadion wird meistens für Heimspiele des Fußballvereins Kütahyaspor genutzt. Aufgrund von Renovierungsarbeiten des Tavşanlı Şehir Stadı spielt momentan auch Tavşanlı Linyitspor im Dumlupınar-Stadion. Die Spielstätte hat eine Kapazität von 11.495 Besuchern, davon sind 945 Plätze überdacht, 10.550 Plätze sind ohne Dach. Es gibt eine Rasenheizung, des Weiteren verfügt es über ein Drainagesystem, um das Regenwasser vom Spielfeld abzuleiten.